# Маха Чакри Сириндхорн
Сиринтон (род. 2 апреля 1955) — тайская принцесса, считавшаяся возможным претендентом на престол Таиланда после смерти своего отца короля Пумипона Адуньядета, при этом было неясно, позволяет ли Конституция страны передать трон женщине. Трон, однако, в итоге занял новый король Маха Вачиралонгкон.
В честь принцессы названы учреждения, несколько видов растений и животных. Имеет множество наград и почётных званий, в том числе иностранных.

## Биография
Получила весьма разностороннее образование, в том числе за рубежом. Имеет ряд научных степеней (PhD по педагогике, 1987), опыт преподавания и исторических исследований. Кроме тайского языка говорит по-английски, на французском, китайском и учит немецкий.
Во время трёхдневного визита в Камбоджу в 2016 году для принцессы возвели выдающийся туалет, которым она не воспользовалась, но приехала посмотреть.
29 ноября 2017 года посетила Николаевский собор в Бангкоке, где присутствовала на богослужении и ознакомилась с православными святынями храма. 20 декабря 2019 года посетила Николаевский собор второй раз.

## Организмы, названные в честь принцессы
- Aenictus shilintongae — муравей, открытый в 2016 году и названный в честь принцессы[13].
- Sirindhorna — род травоядных орнитоподовых динозавров.
- Phuwiangosaurus sirindhornae — род травоядных ящеротазовых динозавров.
- Белоглазая речная ласточка (Pseudochelidon sirintarae) — вид птиц.

## Награды
Награды Таиланда
| Страна  | Дата            | Награда                                     | Награда                                     | Литеры |
| ------- | --------------- | ------------------------------------------- | ------------------------------------------- | ------ |
| Таиланд | 5 декабря 1971  | Дама ордена Королевского дома Чакри         | Дама ордена Королевского дома Чакри         | ม.จ.ก. |
| Таиланд | 1 мая 1972      | Дама Большого креста ордена Чула Чом Клао   | Дама Большого креста ордена Чула Чом Клао   | ป.จ.   |
| Таиланд | 5 декабря 1977  | Дама ордена Девяти камней                   | Дама ордена Девяти камней                   | น.ร.   |
| Таиланд | 27 декабря 1977 | Дама Большой ленты ордена Белого слона      | Дама Большой ленты ордена Белого слона      | ม.ป.ช. |
| Таиланд | 27 декабря 1977 | Дама Большой ленты ордена Короны Таиланда   | Дама Большой ленты ордена Короны Таиланда   | ม.ว.ม. |
| Таиланд | —               | Дама Большого креста ордена Дирекгунабхорна | Дама Большого креста ордена Дирекгунабхорна | ป.ภ.   |

Награды иностранных государств
| Страна           | Дата вручения    | Награда                                                                                           | Награда                                                                                           | Литеры       |
| ---------------- | ---------------- | ------------------------------------------------------------------------------------------------- | ------------------------------------------------------------------------------------------------- | ------------ |
| Республика Корея | июль 1981        | Дама ордена «За дипломатические заслуги» 1 класса                                                 | Дама ордена «За дипломатические заслуги» 1 класса                                                 |              |
| Германия         | 29 февраля 1984  | Дама Большого креста ордена «За заслуги перед Федеративной Республикой Германия»                  | Дама Большого креста ордена «За заслуги перед Федеративной Республикой Германия»                  |              |
| Непал            | 12 декабря 1984  | Дама Ордена Оясви Раянья                                                                          | Дама Ордена Оясви Раянья                                                                          |              |
| Испания          | 13 ноября 1987   | Дама Большого креста ордена Изабеллы Католической                                                 | Дама Большого креста ордена Изабеллы Католической                                                 |              |
| Франция          | январь 1989      | Командор ордена Академических пальм                                                               | Командор ордена Академических пальм                                                               |              |
| Бруней           | 1990             | Дама ордена Королевской семьи Брунея 1 класса                                                     | Дама ордена Королевской семьи Брунея 1 класса                                                     | DK           |
| Лаос             | 17 апреля 1991   | Золотая медаль Нации                                                                              | Золотая медаль Нации                                                                              |              |
| Япония           | 26 сентября 1991 | Дама ордена Драгоценной короны 1 класса                                                           | Дама ордена Драгоценной короны 1 класса                                                           |              |
| Великобритания   | 28 октября 1996  | Дама Большого креста Королевского Викторианского ордена                                           | Дама Большого креста Королевского Викторианского ордена                                           | GCVO         |
| Дания            | 2001             | Дама Большого креста ордена Даннеброг                                                             | Дама Большого креста ордена Даннеброг                                                             | S.K.         |
| Швеция           | 25 февраля 2003  | Дама ордена Серафимов                                                                             | Дама ордена Серафимов                                                                             | LSerafO      |
| Австрия          | 2004             | Дама Большого креста с Золотой звездой почётного знака «За заслуги перед Австрийской Республикой» | Дама Большого креста с Золотой звездой почётного знака «За заслуги перед Австрийской Республикой» |              |
| Нидерланды       | 19 января 2004   | Дама Большого креста ордена Короны                                                                | Дама Большого креста ордена Короны                                                                |              |
| Казахстан        | 20 апреля 2005   | Дама ордена Достык 2 степени                                                                      | Дама ордена Достык 2 степени                                                                      |              |
| Тонга            | 2006             | Дама Большого креста на цепи ордена Короны                                                        | Дама Большого креста на цепи ордена Короны                                                        | K.G.C.C.C.T. |
| Тонга            | 1 августа 2008   | Коронационная медаль короля Георга Тупоа V                                                        | Коронационная медаль короля Георга Тупоа V                                                        |              |
| Малайзия         | 2009             | Великий Командор ордена Лояльности Короне Малайзии                                                | Великий Командор ордена Лояльности Короне Малайзии                                                | SSM          |
| Монголия         | 2009             | Дама ордена Полярной звезды                                                                       | Дама ордена Полярной звезды                                                                       |              |
| Пакистан         | 20 марта 2012    | Дама Hilal-e-Pakistan                                                                             | Дама Hilal-e-Pakistan                                                                             | HPk          |
| Нидерланды       | 30 апреля 2013   | Коронационная медаль короля Виллема-Александра                                                    | Коронационная медаль короля Виллема-Александра                                                    |              |
| Индия            | 26 января 2017   | Падма бхушан                                                                                      | Падма бхушан                                                                                      |              |
| Китай            | 29 сентября 2019 | Дама ордена Дружбы                                                                                | Дама ордена Дружбы                                                                                |              |